# Oleria faunula
Oleria faunula är en fjärilsart som beskrevs av Rudolf Bargmann 1929. Oleria faunula ingår i släktet Oleria och familjen praktfjärilar. Inga underarter finns listade i Catalogue of Life.